# Mesogenea
Mesogenea is een geslacht van vlinders van de familie spinneruilen (Erebidae).

## Soorten
- M. costimacula Hampson, 1926
- M. excavata Hampson, 1926
- M. persinuosa Hampson, 1910
- M. varians Hampson, 1902